# Scopula concinnata
Scopula concinnata là một loài bướm đêm trong họ Geometridae.